# Merinos
Merinos – miasto w Urugwaju, w departamencie Paysandú.